# 吉浜のスネカ
吉浜のスネカ（よしはまのスネカ）は、岩手県大船渡市三陸町吉浜（旧・気仙郡三陸町吉浜）で、毎年1月15日に行われる恒例行事。数年前までは地元青年団や有志が行っていたが、後継者不足を懸念して保存会が結成され、2004年（平成16年）2月16日には重要無形民俗文化財に指定された。
2018年（平成30年）11月19日にはユネスコ無形文化遺産に「来訪神・仮装の神々」として登録された。

## 概要
始まりは江戸時代とも言われているが定かではない。また、起源についても、交易船による伝播や難破船からの異邦人説などはっきりとしていない。男鹿のなまはげと共通点が見られる。奇怪なお面をかぶり、蓑をまとい、地元の特産品であるアワビの殻を腰にぶら下げ、俵を背負い、身を屈めて鼻を鳴らしながら歩く。スネカは各家々をまわって「泣ぐわらすはいねが」などと言って怠けている者への戒めを行う。
囲炉裏やコタツに入ってばかりいて怠けて入る者のの脛に付いた火の斑を剥ぎ取ってしまう、といった意味の「脛皮たくり」が「スネカ」の語源と言われている。同様に「脛かっちゃぎ」の略との説もある。